# Christine Belford
Pour les articles homonymes, voir Belford.

Christine Belford est une actrice américaine née le 14 janvier 1949 à Amityville, État de New York (États-Unis).
Elle a vécu dans la maison où ont eu lieu les meurtres d'Amytiville, située au 112 Ocean Avenue. Elle y vécut avec ses parents de 1960 à 1965 jusqu'au divorce de ces derniers qui ont vendu la maison à la famille DeFeo, à l'origine de l'affaire d'Amityville. Cette affaire a inspiré le célèbre film d'horreur Amityville, la maison du diable.
Elle est principalement connue pour son rôle de Carlie Kirkland dans la série Banacek, dans laquelle elle joue un agent d'assurances mis en compétition avec le héros, Thomas Banacek, interprété par George Peppard.
Elle a mené sa carrière essentiellement à la télévision. En dehors de son rôle récurrent dans Banacek, elle fut régulièrement la vedette invitée d'épisodes de séries des années 70-80 : L'Homme de fer, Mannix , Cannon, L'homme qui valait 3 milliards, Wonder Woman , Magnum, Cagney et Lacey , Dynastie, Pour l'amour du risque , Madame est servie, Arabesque , sans jamais connaître en France une notoriété importante. Son trajet évoque celui de ses consœurs de la même génération comme Lynda Day George, Diana Hyland, Marlyn Mason, Madlyn Rhue, Susan Oliver ou Katherine Justice.
Au cinéma, son seul rôle notable est dans Christine de  John Carpenter .
Elle est parfois créditée au générique de certaines séries comme Christina Belford.
Depuis 1993, elle est mariée avec l'acteur Nicholas Pryor (1935-2024).
Elle a en dehors de son métier une passion pour le modelage artistique de l'argile.
Elle a arrêté sa carrière en 1998, ne revenant en 2007 que le temps d'un téléfilm.

## Filmographie

### Télévision

#### Court métrage
- 1990 : Yes, Virginia...  (court métrage) : rôle sans nom

#### Téléfilms
- 1976 : The Million Dollar Rip-Off : Lil
- 1978 : To Kill a Cop : Agnes Cusack
- 1978 : Colorado C.I. : Carla Winters
- 1979 : Midnight Justice  (High Midnight)  téléfilm : Sgt. Liz Spencer
- 1980 : Kenny Rogers, le joueur (Kenny Rogers as The Gambler) : Eliza
- 1980 : Croisière en enfer (Desperate Voyage) : Karen
- 1982 : The Neighborhood : Meg Penner
- 1983 : Meurtre au champagne (Sparkling Cyanide) : Rosemary Barton
- 1984 : 100 Centre Street  (téléfilm) : Fran Felt
- 1986 : Mr. and Mrs. Ryan  (téléfilm) : Margo Slater
- 1988 : Tales from the Hollywood hills : Golden land (téléfilm) : Lottie
- 1991 : Mauvaise Rencontre (The Woman Who Sinned) : Randy Emerson
- 2007 : Ruffian (téléfilm) : Barbara Janney

#### Séries télévisées
- 1971 : Matt Lincoln (épisode Christopher) :  rôle sans nom
- 1971 : Opération Omega (Vanished) (minisérie) :  Gretchen Greer
- 1971 : L'Homme de fer (Ironside)  épisode Chère Fran : Sue Broderick
- 1972 : Le Sixième Sens  épisode Face of Ice :  Anna Harris
- 1972 : Cool Million  épisode Mask of Marcella : Adrienne / Marcella Pascal
- 1972 : Opération danger (Alias Smith and Jones)  épisode Bushwack! : Ellie Alcott
- 1971-1972: : Owen Marshall, Counselor at law  2 épisodes
- 1972 : Mannix   épisode Ombre et lumière : Alison Bramante
- 1973 : Cannon    épisode L'avocat sans défense :  Anne Grainger
- 1973 : Jigsaw   épisode  In Case of Emergency, Notify Clint Eastwood : Gale Parker
- 1974 : L'homme qui valait 3 milliards (The six million dollar man)   épisode Seuls les plus forts survivent : Lieutenant Colby
- 1972-1974: : Banacek : Carlie Kirkland;   6 épisodes
- 1974 : Doc Elliot    épisode Survival : Joy Neimeyer
- 1970-1974: : Docteur Marcus Welby  4 épisodes
- 1974 : Le Justicier (The Manhunter) épisode Flight to nowhere : Cynthia Browning
- 1975 : Kate McShane  (série télévisée)   1 épisode : Charlotte Randall Chase
- 1975 : Police Story  épisode Face for a shadow : Carrie
- 1975 : Medical Story  épisode Us against the world : Hope
- 1975 : Harry O   épisode The Madonna legacy : Karen Nesbitt
- 1976 : Wonder Woman  épisode Wonder Woman Meets Baroness Von Gunther : Baroness Paula Von Gunther
- 1977 : Section contre enquête (Most Wanted)  épisode The Pirate  : Jennifer Haron
- 1977 : Voyage dans l'inconnu (Tales of the Unexpected)  épisode Devil pack  : Ann Colby
- 1977 : Quincy  épisode Holding Pattern  : Sonya
- 1978 : Galactica  2 épisodes : Leda
- 1978 : The White shadow épisode Here's Mud in your eye  : Dr. Evelyn Crawford
- 1979 : The Paper chase  épisode Losing streak : Chris Carlyle
- 1973-1979: : Barnaby Jones 3 épisodes
- 1979 : Married: The First Year (série télévisée) : Emily Gorey
- 1979 : Détective chérie (Dear detective)  1 épisode : rôle sans no
- 1980 : Beyond Westworld épisode The lion : Dianna Lonstar
- 1980 : 'CHiPs  épisode Wheels of justice : Denise Holmes
- 1979-1981::  L'Incroyable Hulk   (The Incredible Hulk) 2 épisodes
- 1981:  Magnum   (Magnum PI)  épisode Adelaide : Adelaide Malone
- 1982 : L'Homme à l'orchidée (Nero Wolfe) épisode Death and the dolls :  Melanie  Davidson
- 1982 : Today's F.B.I.  épisode Surfacing : Leslie
- 1974-1982:  Insight  6 épisodes
- 1982 : Cagney et Lacey  (Cagney  & lacey) épisode Beauty burglars : Theresa
- 1982 : Dynastie  5 épisodes : Susan Farragut
- 1981-1983:  Ralph Super-héros   (The Greatest American Hero )  2 épisodes
- 1979-1983:  Pour l'amour du risque   (Hart to Hart )  2 épisodes
- 1983 : Ace Crawford...Private eye  épisode The microchip caper :  Alexandra Rivers
- 1983 : It's not easy  épisode Pilot : rôle sans nom
- 1984 : Goodnight, Beantown épisode An old flame flickers : Allison
- 1983-1984:  L'île fantastique   (Fantasy Island )    2 épisodes
- 1984 : Empire (série télévisée) : Jackie Willow  6 épisodes
- 1985 : Finder of lost loves  épisode Haunted memories : Patricia Carver
- 1985 : Detective  in the house  épisode Games people play : Pamela
- 1986 : Les craquantes (The Golden girls) épisode The truth will out : Kirsten
- 1986 : Sacrée famille (Family ties) épisode Art lover :  Victoria Hurstenberg
- 1982-1987:  Ricky ou la belle vie (Silver spoons) 7 épisodes
- 1986-1987 : Outlaws (série télévisée) : Lt. Maggie Randall
- 1987 : ABC Afterschool Special épisode The day my kid went punk : Dr. Louise Warner
- 1988 : Mes deux papas (My two Dads) épisode The family in question : Myra Young
- 1988 : Murphy, l'art et la manière d'un privé  très spécial (Murphy's Law) épisode Do Someone a Favor and It Becomes Your Job :  Claudia Slocum
- 1989 : La loi de Los Angeles (L.A. Law) épisode The plane mutiny : Lily White
- 1989 : La maison en folie (Empty nest) épisode Cyrano de Weston : Fran
- 1989 : Living Dolls  épisode And I Thought Modeling Was Hard :  Kitty
- 1989 : Freddy, le cauchemar de vos nuits  (Freddy nightmare's) épisode Dreams that kill : Dr. Weiss
- 1990 : Vic Daniels,policier à Los Angeles (Dragnet) épisode Twice a hero : Jean Reynolds
- 1991 : Madame est servie (Who's the boss)   épisode A Well-Kept Housekeeper : Ida Davis
- 1992 : Night Court (série télévisée) (épisode  Opportunity Knock Knocks: Part 1 ) : Clare Monroe
- 1992 : Mann & machine 2 épisodes : voix
- 1992 :La Force du destin 8 épisodes : Elena Lazlo
- 1984-1993:  Arabesque (Murder, She Wrote) 4 épisodes
- 1993 : Notre belle famille  épisode  Double date : Eileen Donovan
- 1993 : Petite Fleur épisode  True romance : Nancy
- 1994 : Diagnostic Meurtre  épisode  Murder most vial : Emily Bissell
- 1991-1998: Beverly Hills 90210 : Samantha Sanders
- 1999 : La famille Delajungle (The Wild Thornberrys) : voix

### Cinéma
- 1972 : Les Indésirables (Pocket Money) : Adelita
- 1972 : Requiem pour un espion (The Groundstar Conspiracy) : Nicole Devon
- 1983 : Christine : Regina Cunningham
- 1985 : Violences (The Ladies Club) : Dr. Constance Lewis